# نوسازی میجی
اصلاحات مِیجی یا احیای مِیجی (به ژاپنی: 明治維新, Meiji Ishin) زنجیره‌ای از رویدادها بود که به دگرگونی‌های عظیمی در ساختار سیاسی و اجتماعی ژاپن منجر شد. اصلاحات میجی به مشابه انقلابی بود که در نیمه دوم قرن نوزدهم، در پایان دوره ادو یا باکوماتسو و آغاز دوره میجی، رخ داد. نظریه پردازان دوران میجی ژاپن می‌گفتند ما می‌توانیم تکنیک ساختن پلهای فلزی را به ژاپن وارد کنیم، اما این کار کمکی به ما نمی‌کند بلکه ما باید چیزی را به ژاپن بیاوریم که باعث دست یافتن به تکنیک ساختن پل‌های فلزی شده است یعنی فرهنگ و اندیشه صنعتی شدن را.
اصلاحات میجی سبب سرعت گرفتن روند صنعتی‌سازی ژاپن شد و این امر نیز به نوبه خود، به رشد میلیتاریزم انجامید. واژه ترکیبی «مِی‌جی» به معنای قانون روشن‌بینی است.

## زمان آغاز و پایان
بسیاری فکر می‌کنند که اصلاحات مِیجی فقط به سال ۱۸۶۸ یا به تغییر از دوره ادو به دوره میجی اشاره دارد. با این حال، هنگام مطالعه تاریخ، باید درک کنیم که اصلاحات میجی اصطلاحی است که به تغییرات بزرگ سیاسی و اجتماعی که در اواسط قرن نوزدهم رخ داد، اشاره دارد. در زیر به برخی از برجسته‌ترین نظریه‌ها برای آغاز و پایان آن اشاره می‌شود:
- یک نظریه بیان می‌کند که تغییرات اجتماعی از دهه ۱۸۳۰ آغاز شد. تقریباً در همین زمان بود که سیستمی که از شوگون‌ها حمایت می‌کرد، شروع به تزلزل کرد.
- یک نظریه دیگر برای زمان آغاز این است که قدمت آن به زمان گشایش کشور در سال ۱۸۵۳ برمی‌گردد.
- یک نظریه برای پایان این است که این دوره در سال ۱۸۷۲، زمانی که قلمروهای فئودالی لغو و بخشداری‌ها تأسیس شدند، پایان یافت.
- یک نظریه این است که این وضعیت تا پایان شورش ساتسوما در سال ۱۸۷۷ ادامه داشته است.
- یک نظریه این است که پایان آن به افتتاح مجلس امپراتوری تحت قانون اساسی میجی در سال‌های ۱۸۸۹/۹۰ برمی‌گردد.

نظریه‌های مختلفی مانند این وجود دارد، اما بهتر است آن را به عنوان «جنبشی که حدود نیم قرن به طول انجامید و در آن یک جامعه فئودالی تحت حاکمیت شوگون‌ها به یک ملت مدرن تبدیل شد» درک کرد.

## نفوذ خارجی
هنگامی‌که در سال ۱۸۵۳ رزمناو آمریکایی متیو سی پری با هدف فشار بر ژاپنی‌ها برای گشودن بنادرشان بر روی کشتی‌های تجاری غربی همراه با کشتی‌های جنگی بزرگ و با تسلیحات و فناوری بسیار برتر نسبت به ژاپنی‌ها در سواحل ژاپن پهلو گرفت، ژاپنی‌ها می‌دانستند که از لحاظ تکنولوژی در سایهٔ قدرت‌های غربی هستند.
چهره‌هایی مانند شیمازو ناری‌آکیرا به این نتیجه رسیدند که «اگر خودمان ابتکار عمل را به دست گیریم، می‌توانیم تسلط داشته باشیم، و اگر این کار را نکنیم برای همیشه تحت سلطه خواهیم بود» و این تفکر باعث شد ژاپن «درهای خود را بر روی فناوری خارجی باز کند.
» ژنرال چینی لی هنگژانگ با مشاهده واکنش ژاپن به قدرت‌های غربی، در اوایل سال ۱۸۶۳ یعنی پنج سال قبل از دوران بازسازی میجی، ژاپن را «تهدید اصلی امنیتی» چین در نظر گرفت.
پایه و اساس بازسازی میجی، اتحاد ساتسوما-چوشو در سال ۱۸۶۶ بین سایگو تاکاموری و کیدو تاکایوشی، رهبران عناصر اصلاح طلب در دامنه‌های ساتسوما و چوشو در انتهای جنوب غربی مجمع‌الجزایر ژاپن بود. این دو رهبر از امپراتور کومی (پدر امپراتور میجی) حمایت کردند و توسط ساکاموتو ریوما به منظور به چالش کشیدن شوگونات توکوگاوا (باکوفو) حاکم و بازگرداندن امپراتور به قدرت گرد هم آمدند. پس از مرگ کومی در ۳۰ ژانویه ۱۸۶۷، میجی در ۳ فوریه بر تخت نشست. این دوره همچنین شاهد تغییر ژاپن از یک جامعه فئودالی به داشتن یک اقتصاد بازار بود و ژاپنی‌ها را با نفوذ دائمی مدرنیته رها کرد.